# Evry Schatzman

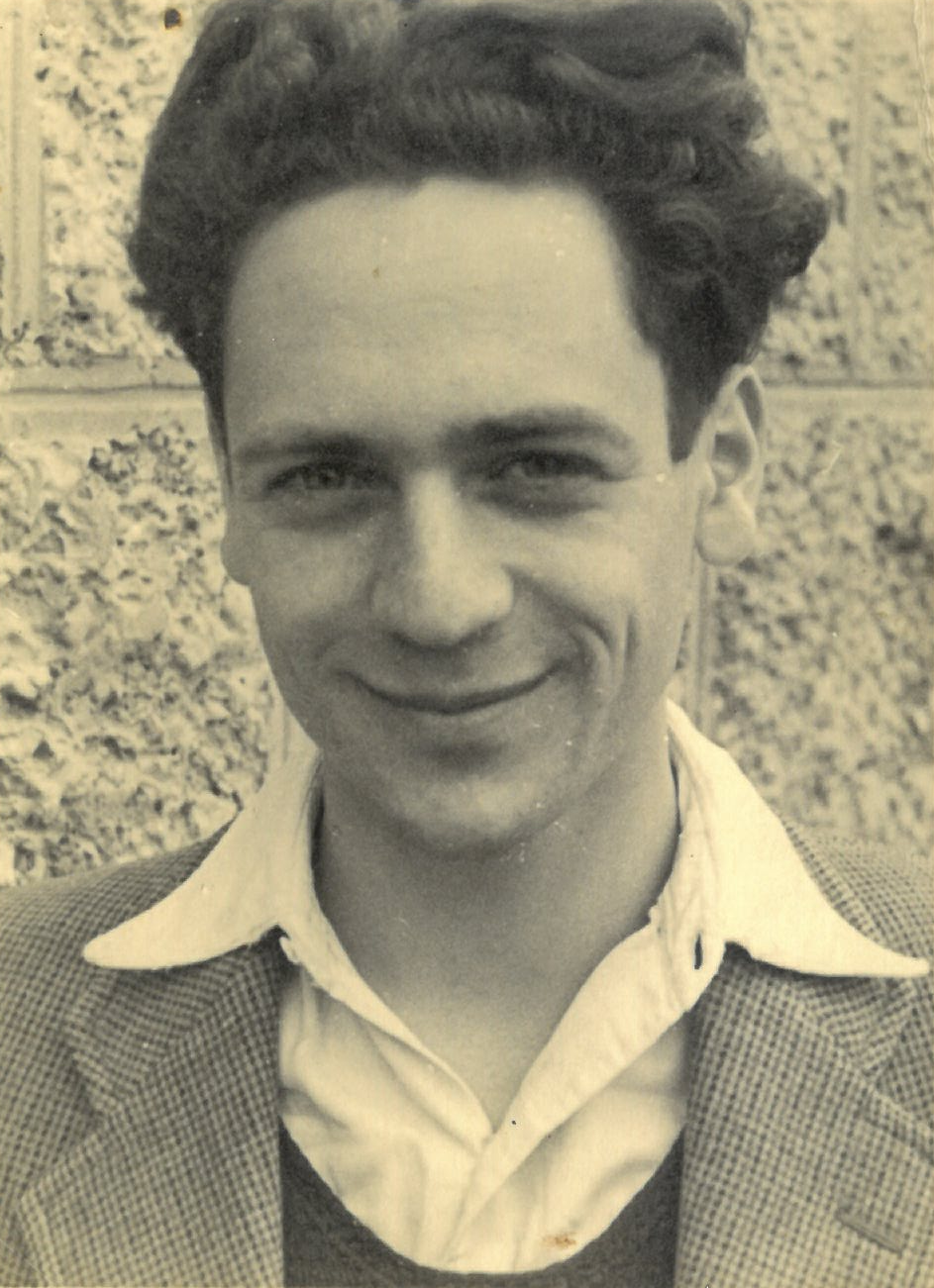
Evry Schatzman (1943)

Evry Léon Schatzman (* 16. September 1920 in Neuilly-sur-Seine; † 25. April 2010 in Paris) war ein französischer Astrophysiker.

## Leben
Sein Vater Benjamin Schatzman war Zahnarzt und wanderte aus Rumänien über Palästina nach Frankreich ein. 1939 begann Evry Schatzman sein Studium an der École normale supérieure. Sein Vater wurde 1941 als Jude Opfer der Nationalsozialisten und Evry Schatzman musste vorübergehend untertauchen, um nicht selbst Opfer der Besatzer zu werden. 1943 war er am Observatoire de Haute-Provence tätig. Im selben Jahr heiratete er Ruth Fischer; die beiden hatten drei Kinder (Anne, David und Michelle). Nach der Rückkehr nach Paris 1944 erwarb er seine Agrégation in Physik, wurde Wissenschaftler des Centre national de la recherche scientifique (CNRS), wo er 1946 promoviert wurde. Er forschte am Institut für Astrophysik von Paris insbesondere über Weiße Zwerge, die er damals als Ursache für Supernovae sah. Seine Erklärungen, die im Widerspruch standen mit der vor dem Zweiten Weltkrieg von Fritz Zwicky aufgestellten These eine Supernova sei das Ergebnis eines Gravitationskollapses, erweisen sich als falsch. 1947 war er auf Einladung von Bengt Strömgren an der Universität Kopenhagen, wo er sich mit der Atmosphäre Weißer Zwerge befasste, tätig. Danach forschte er an der Princeton University, wo auch seine Beschäftigung mit Sternatmosphären begann. 1949 schlug er einen Mechanismus der Aufheizung der Sonnen-Korona mit Stoßwellen vor.
Schatzman war ab 1954 für 27 Jahre Professor an der Faculté des sciences von Paris und erhielt den ersten Lehrstuhl für Astrophysik in Frankreich an der Sorbonne. Ab 1970 war er an der Universität Paris VII (Denis Diderot), wo er bis 1976 blieb. Er unterrichtete auch regelmäßig an der Freien Universität Brüssel (ULB), wo er 1949 bis 1976 Professor war. Er arbeitete ab 1969 am Observatorium in Paris-Meudon und war 1964 Gründer des Labors für Astrophysik in Meudon. Ab 1976 war er Forschungsdirektor des CNRS am Observatorium in Nizza, was er bis 1988 blieb, wonach er wieder an das Observatorium in Meudon wechselte. 1984 bis 1988 war er Wissenschaftler an der University of California, Berkeley. Gegen Ende seiner Karriere war er am GALLEX-Experiment zum Nachweis solare Neutrinos beteiligt.
Neben den schon erwähnten Forschungsrichtungen befasste sich Schatzman insbesondere mit dem inneren Aufbau von Sternen, der Rolle von turbulenter Diffusion, mit der Magnetohydrodynamik von Sternrotation, den Beschleunigungsmechanismen für kosmische Strahlung und der Theorie der Novae. Er begründete in den 1950er Jahren die Lehre der theoretischen Astrophysik an französischen Hochschulen.
1985 wurde er Mitglied der Académie des sciences. Zudem war er Mitglied der Königlichen Akademie der Wissenschaften in Lüttich und der Academia Europaea. Er war Ehrendoktor der Universität Barcelona. Schatzman erhielt den Prix Peccot-Vimont des Collège de France, den Prix Félix Robin (1971) und den Holweck-Preis (1975) der französischen physikalischen Gesellschaft, den Prix Janssen der französischen astronomischen Gesellschaft (1973) und 1983 die Goldmedaille des CNRS. 1971 erhielt er den Prix Paul et Marie Stroobant der königlich belgischen Akademie der Wissenschaften. Er war Ritter der Ehrenlegion und des Ordre national du Mérite und Kommandeur der Palmes Académiques.
Nach dem Krieg war er kurz in der französischen kommunistischen Partei aktiv. 1970 bis 2001 war er Präsident der Union rationaliste, einer auf Initiative von Paul Langevin 1930 gegründeten Vereinigung von französischen Wissenschaftlern, die sich für Trennung von Religion und Unterricht und gegen übernatürliche und obskurantistische Erklärungsmodelle engagieren.

## Schriften
- mit Françoise Praderie: Les Étoiles, InterEdition - Éditions du CNRS, 1990 (englische Übersetzung: The Stars, Springer Verlag 1993)
- Les Enfants d'Uranie: à la recherche des civilisations extraterrestres, éd. Le Seuil, 1986,
- La Science menacée, éd. Odile Jacob, 1989
- Le Message du photon voyageur, éd. Belfond, 1987
- mit Jean-Claude Pecker: Astrophysique générale, Masson & Cie, 1959
- Origine et évolution des mondes, éd. Albin Michel, 1957
- Our expanding universe, McGraw Hill 1992
- Origin et évolution des mondes, Paris, A. Michel 1957 (englische Übersetzung: The origin and evolution of the universe, Basic Books 1965)
- White Dwarfs, North Holland Publishing Company, Amsterdam, 1957
- Science et Societé, Edition Robert Laffont 1971